# Razines
Razines é uma comuna francesa na região administrativa do Centro, no departamento Indre-et-Loire. Estende-se por uma área de 14,56 km². Em 2010 a comuna tinha 240 habitantes (densidade: 16,5 hab./km²).